# Медівник квінслендський
Медівни́к квінслендський (Philemon yorki) — вид горобцеподібних птахів родини медолюбових (Meliphagidae). Ендемік Австралії. Раніше вважався конспецифічним з рогодзьобим медівником.

## Поширення і екологія
Квінслендські медівники мешкають на півострові Кейп-Йорк та на східному узбережжі штату Квінсленд до Маккая на півдні, а також на островах Торресової протоки. Вони живуть у вологих тропічних лісах.